# うすた京介
うすた 京介（うすた きょうすけ、1974年5月25日 - ）は、日本の漫画家。愛知県生まれ、熊本県合志市育ち。熊本県立大津高等学校美術コース卒。妻は漫画家の榊健滋。
主に『週刊少年ジャンプ』でギャグ漫画を発表。代表作に『セクシーコマンドー外伝 すごいよ!!マサルさん』、『ピューと吹く!ジャガー』、『フードファイタータベル』。

## 略歴
1990年、『ザ★手ぬきくん対物酢御くん』で第2回GAGキング特別賞を受賞。同作品の「パート2」が『週刊少年ジャンプ』（集英社）1991年5号に掲載されてデビュー（なお、パート1はジャンプ・コミックスより刊行の短編集『チクサクコール』に掲載）。本人曰く、「白黒で描いたものが2色カラーになって掲載され、驚いた」という。1991年、『それゆけ!未確認飛行物体男』で第34回赤塚賞佳作を受賞し、『週刊少年ジャンプ増刊 サマースペシャル』（集英社）掲載。
1995年から1997年まで、『週刊少年ジャンプ』で『セクシーコマンドー外伝 すごいよ!!マサルさん』を連載。同作は人気を博し、1998年にはアニメ化された。連載終盤には「若さゆえ疲れ切り、原稿を放り出し逃げた」という噂があったが、後にうすた本人はこれを否定し、実際は意図して落としたのではなく最後までやったが落ちた、と述べている。
1999年、『週刊少年ジャンプ』18号より同年40号まで『武士沢レシーブ』を連載する。
2000年、『ピューと吹く!ジャガー』を『週刊少年ジャンプ』で連載開始。2010年第38号まで10年の長期に渡って連載した。
2015年、『少年ジャンプ+』（集英社）で『フードファイタータベル』を連載。すでに妻の榊健滋も同サイトで『ラブデスター』を連載していたので、夫婦そろっての連載となった。
2016年、『少年ジャンプルーキー』にて自身の名前を冠した新人賞「うすた京介漫画賞」が創設される。
2021年、アイドルグループ「きのホ。」の漫画・キャラクターデザイン担当として運営陣に参加する。
2025年、『少年ジャンプ+』にて『フードファイタータベル』以降7年ぶりとなる新連載『あらばけ！荒吐グングンパーク』を開始。

## 人物
台所にあったウスターソースから名前をとって「うすた宗介」として賞に応募、ところが誌面での受賞発表では誤植で「うすた京介」になっていた。「誤植でも受賞した名前だからいいか」ということで現在のペンネームになったという。
独特のセンスと描写で描くシュールギャグを得意とする。
叶恭弘によると「紳士」。かた焼きそばが大好物。喫煙者。学生時代は剣道部と美術部に入っていた。
『すごいよ!!マサルさん』のコミックス巻末では、声優椎名へきると対談をしているが、同作品のキャラクターである「田中・スーザン・ふ美子（さかきばらのぶゆき）」のシンボルの赤いマスクを被っていた。当時、本人は顔出しを控えていたが、後の『ピューと吹く!ジャガー』には節々で顔出しをしている。またジャンプリミックス版では、お笑いコンビさまぁ〜ずの三村マサカズと対談している。
アニメ監督の大地丙太郎は、『すごいよ!!マサルさん』のアニメ化の際、原作の作者のセリフの適当さに親近感を抱いていたが、実際に会ったら非常に真面目な性格で、演出内容の細かい訂正を要求され、困惑したと後述している。
パチンコが嫌いである。
2016年12月29日、第一子となる男児が誕生。2018年7月3日、第二子となる女児が誕生。2018年12月より北海道札幌市に在住。

### 趣味
- 故郷のJリーグチーム・ロアッソ熊本のファンである。『ジャンプ』の巻末コメントに「にわかサッカーファンとしては自分の育った熊本のアルエット熊本（ロアッソ熊本の前身）を応援したい」、「ロアッソ熊本のJ2デビュー戦をテレビで見る事ができた。がんばれ熊本!」[19]などと書いており、時間があればテレビ観戦している。
- セガのマニアであることを公言しており、作中によくセガの商品が登場する（ロボピッチャというおもちゃのピッチングマシーンや、セガサターンで発売された『バーチャコップ』など）。作品上以外でも、『ジャンプ』誌上の巻末コメントや単行本などで『パンツァードラグーンツヴァイ』を誉め、『赤い光弾ジリオン』の思い出を語り、「『Jリーグ プロサッカークラブをつくろう!』に熱中している」とコメントするなど、並々ならぬ熱意を見せている。

音楽
- 音楽好き（主に邦楽）であり、漫画家になってなかったらミュージシャンになっていたという。[要出典]『ジャンプ』の巻末コメントでは音楽関係の話題が多い。[独自研究?]
- コミックスでもギターメーカーのパロディ（ギバサン）やSUPER BUTTER DOG（イーアルファンキー烏龍茶）、くるり（ずるり）、中村一義（中村かずよし・ひろしの新世界紀行）など音楽アーティストのパロディが登場する。また『マサルさん』では、野村義男やWinkなどが実名で登場し、扉絵にBLANKEY JET CITYのアルバムの名前がさりげなく刻まれていたりする。『マサルさん』などのコミックスにおいては音楽・芸術関係の個人的な知人の作品やコメントなどを載せていたこともある。
- RIZEのKenKenと交流がある。Perfumeのファンである[20]。

### 影響
- 最も影響を受けた漫画家に島本和彦を挙げている。島本の漫画家20周年記念時にはコメントを寄せた。そして「影響を受けたもの全体を包み込むような別次元の存在」として、長新太を挙げた。その他、原哲夫、新沢基栄、徳弘正也、井上雄彦、吉田戦車、上野顕太郎、新井理恵の影響を受けている[3]。作中の直接的なパロディとしては、川崎のぼる、つのだじろう、楳図かずお、車田正美、高橋陽一などの影響も窺える[要出典]。
- 『週刊少年ジャンプ』2007年39号で増田こうすけとのコラボレーションで、増田が『ピューと吹く!ジャガー』を、うすたが『ギャグマンガ日和』を描いている。なお『QuickJapan』に掲載されたしりあがり寿とのギャグ対談において、好きな漫画家3人の中の一人に増田を挙げている。理由は「面白い」「投稿作品を見た時から『すごい』と感じた」などである。

## メディア出演など
- 『ピューと吹く!ジャガー THE MOVIE』にカメオ出演、同じく『ピューと吹く!ジャガー　いま、吹きにゆきます』では声優として出演している。
- 2008年7月30日、おおひなたごう主催の『第1回ギャグ漫画家大喜利バトル』に出演し優勝した[21]。
- HINTOのミニアルバム「チェーンサマー」の収録曲「バブルなラブ」のビデオクリップに『漫画家』として本人が顔出し出演している。
- 2013年3月公開の映画『鎌倉物語・黒い桜』（葉山陽一郎監督作品）では、主人公の夢に登場する不思議なキャラクターの“竹男”を演じている（なお、本作品は20年前に葉山監督が自主製作映画として撮影したもの。出演の経緯は、デビュー前に俳優志望の友人のツテでエキストラとしてワンシーン出演したものである）[22]。
- 2016年12月25日、フジテレビ放送のドラマ『俺のセンセイ』の寿司屋の大将役でテレビドラマ初出演。うすたが主演を務める宮本浩次のファンだったことから実現した[23]。
- 2017年1月の『少年ジャンプ+』の30秒CMで顔出し出演。本人の音声コメントが流れ、パソコンと液晶タブレットを使ったデジタル作画で漫画を描く姿や、気晴らしに公園で中国拳法の演武を練習する姿が放映された。
- 2021年10月12日、『猫舌SHOWROOM 豪の部屋』（SHOWROOM）に自身が運営に参加しているアイドルグループ「きのホ。」と共にリモート出演[24]。2022年5月20日、きのホ。のライブに対バン（トークライブ）相手として参加。[25]

## 作品リスト

### 漫画作品

#### 連載
- セクシーコマンドー外伝 すごいよ!!マサルさん（『週刊少年ジャンプ』1995年52号 - 1997年40号）
- 武士沢レシーブ（『週刊少年ジャンプ』1999年18号 - 40号）
- ピューと吹く!ジャガー（『週刊少年ジャンプ』2000年38号 - 2010年38号）
- フードファイタータベル（『少年ジャンプ+』2015年9月5日 - 2018年4月21日）[26]
- きのうまでのポノガタリ（きのホ。公式サイト、公式Twitter、2021年[27] - 2022年） - 単行本未収録。
- あらばけ！荒吐グングンパーク（『少年ジャンプ+』2025年5月9日[10] - 連載中）

#### 読み切り
- ザ★手ぬきくん対物酢御くん（パート2）（『週刊少年ジャンプ』1991年）
- 口うるさげなアンチクショウ（『週刊少年ジャンプ特別編集増刊』Winter Special、1992年）
- ショルダータックルヤスザキマン（『週刊少年ジャンプ』2007年20号）
- ダブルマメダイチ（『週刊少年ジャンプ』2009年）
- ポー（『週刊少年ジャンプ』、トップ・オブ・ザ・スーパー・レジェンド、2010年）
- Aボーイ〜溜め込んだ想い〜（『少年ジャンプNEXT!』2013 SPRING）
- ゆるキャラ伝説 くまモンじゃないヤツ物語（『週刊少年ジャンプ』2014年22・23合併号） - くまモンを題材にした作品。
- パラレルワールドくん（『ジャンプSQ』2020年11月号）
- 間田敏和の微妙な冒険（原案：荒木飛呂彦〈『ジョジョの奇妙な冒険』より〉、『JOJO magazine 2024 WINTER』）

### 書籍
- 『セクシーコマンドー外伝 すごいよ!!マサルさん』、集英社〈ジャンプ コミックス〉1996年 - 1997年、全7巻
  - （ウ元ハ王版）集英社〈ジャンプ コミックス〉2008年、全5巻
  - （文庫版）集英社〈集英社文庫〉2015年、全5巻
- 『武士沢レシーブ』、集英社〈ジャンプ コミックス〉1999年、全2巻
  - （文庫版）集英社〈集英社文庫〉2007年、全1巻
- 『チクサクコール うすた京介短編集』、集英社〈ジャンプ コミックス〉、2001年、短編集
- 『ピューと吹く!ジャガー』、集英社〈ジャンプ コミックス〉2001年 - 2010年、全20巻
  - （傑作選）集英社〈集英社文庫〉2015年、全3巻
- 『フードファイタータベル』、集英社〈ジャンプ コミックス+〉2016年 - 2018年、全7巻
- 『あらばけ！荒吐グングンパーク』、集英社〈ジャンプ コミックス+〉2025年 - 、既刊1巻（2025年8月4日現在）
  1. 2025年8月4日発売[28][29]、ISBN 978-4-08-884724-5

### その他
- うすた京介の実際にみた人はいないが実在しないとも言い切れない不思議生物図鑑[30]（ガシャポン、2023年）原案[1]

## アシスタント
- 平野正臣[31]
- 藤野耕平[3]